# توت أسود
التوت الأسود أو التوت الشامي أو خَرتُوت أو حبون الملوك (الاسم العلمي: Morus nigra) هي نوع نباتي يتبع جنس التوت من الفصيلة التوتية.
أصوله تعود إلى منطقة الشرق الأوسط وعموم جنوب غرب آسيا. لقد زرع التوت الأسود في المنطقة على مدى قرون طويلة وانتشر إلى بقاع عديدة في العالم. وتعد شجرة التوت من الأشجار المعمرة.

## الوصف النباتي
ثمرة التوت الأسود حبةٌ صغيرة بلون خمري ضارب إلى السواد، طولها قرابة 3 سم، تتألف من عنقود من الحبات الصغيرة المتراصة، تنمو شجرتها حتى 10 إلى 13 متراً. أوراقها ما بين 10 إلى 20 سم طولاً وما بين 6 – 10 سم عرضاً. الوجه السفلي لأوراق شجرة التوت الأسود خشنة تنبت عليها أوبار قصيرة بينما يلمع الوجه العلوي بلون أخضر غامق.
طعم الثمرة الناضجة حامض وحلو، البعض يقطفها حبة حبة باليد، لكن المنتشر هو مد بساط تحت الشجرة ومن ثم هز فروعها لتتساقط حبات التوت عليه.

## زراعة التوت واستهلاكه
انتشرت زراعة التوت الأسود في مناطق مختلفة من أوروبا بما في ذلك أوكرانيا، وكذلك نحو الشرق وصولاً إلى الصين، ويبدو أن الاسم ذو أصول في اللغة الفارسية (شاه توت). تؤكل ثمرة التوت كما هي عند نضجها، كما يمكن عصرها لتشرب بعد تخفيفها بالماء، أو يتم تحويلها إلى مربى.
يستخدم خشب شجر التوت في عدة مجالات ومنها الأدوات الخشبية المنزلية الخاصة بالطبخ وكذلك أخشاب التقطيع، كما تستخدم أوراق الشجرة في تغذية دودة القز لإنتاج الحرير، ويعتبر ورق شجر التوت الغذاء الوحيد لتلك الدودة.

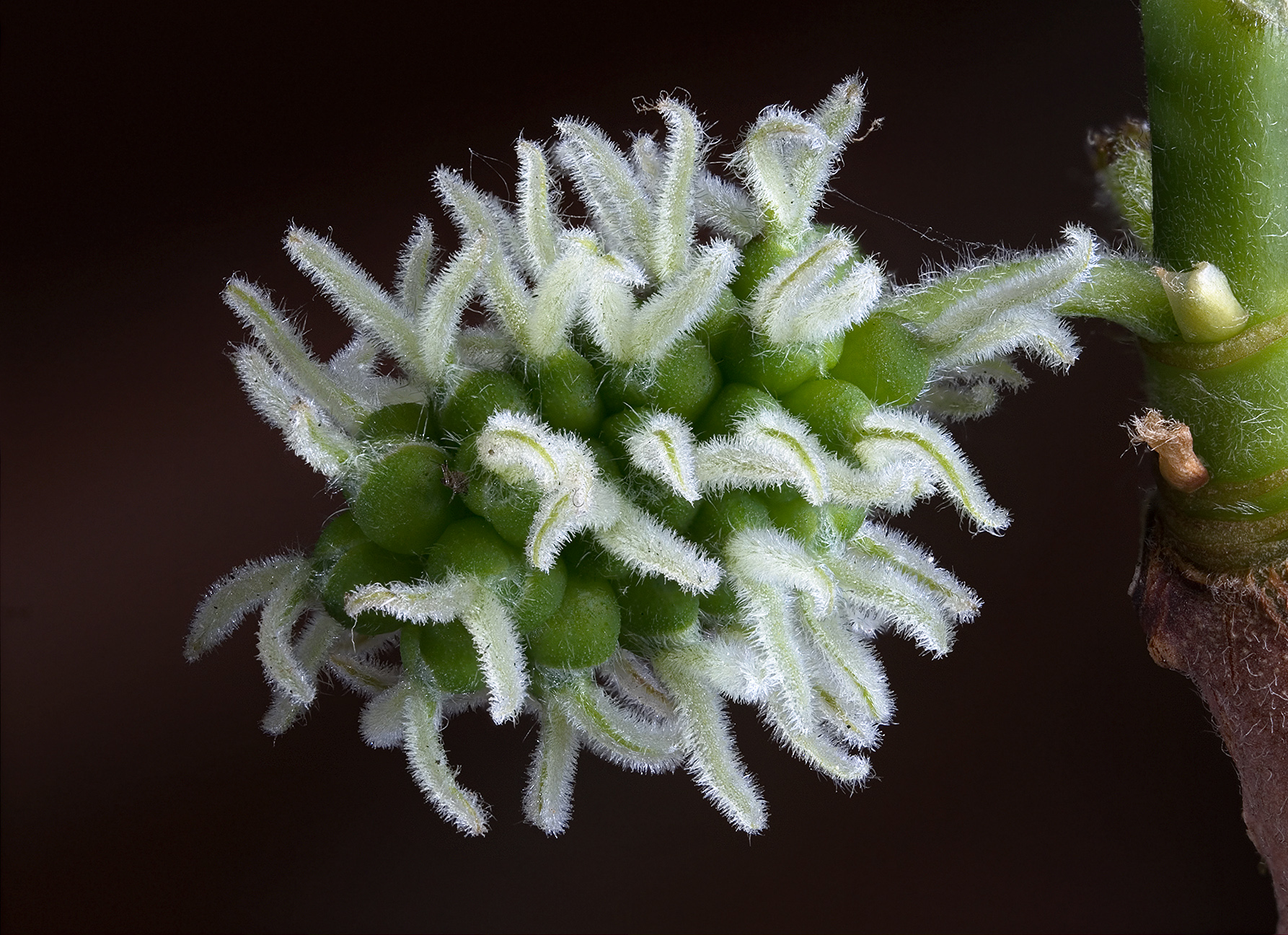
زهور
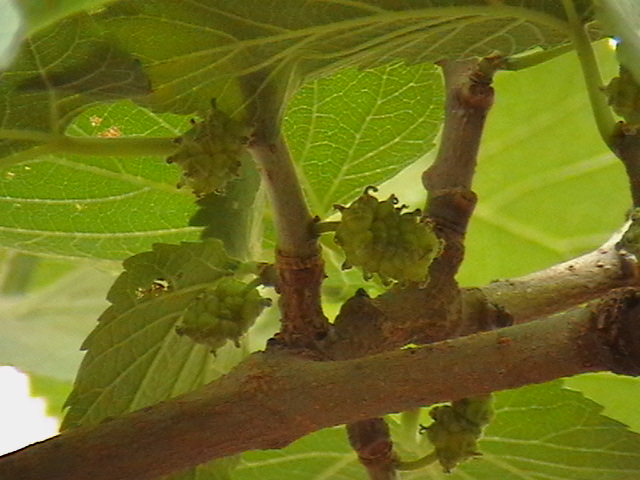
حبة توت فجة
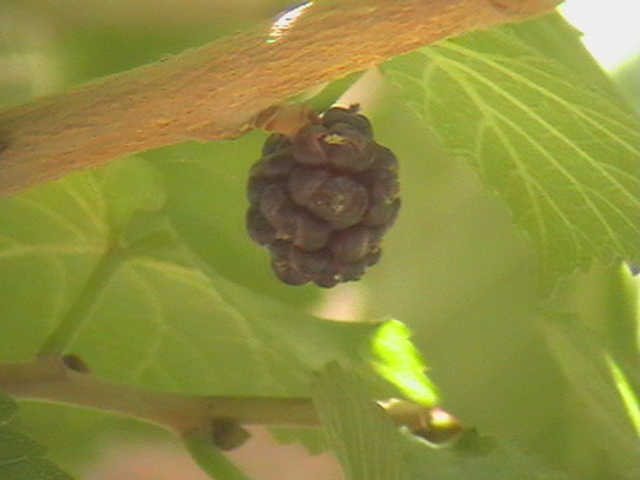
حبة توت ناضجة